# Chris Curtis
Chris Curtis, född Christopher Crummy 26 augusti 1941 i Oldham, Lancashire, England, död 28 februari 2005 i Liverpool, England, var en brittisk trumslagare, sångare och låtskrivare. Han är mest känd som trumslagare i den brittiska Merseybeat-gruppen The Searchers.
Curtis ägnade sig tidigt åt musik, och fick ett trumset av sin far i tonåren. 1960 blev han erbjuden av sin gamla skolkamrat Mike Pender att bli medlem i The Searchers där han ersatte den tidigare trummisen Norman McGarry. Curtis var trumslagare i gruppen under dess mest framgångsrika tid och spelade på hitlåtar som "Sweets for My Sweet" och "Needles and Pins". Han var även med och skrev några av ett fåtal egna gruppkompositioner. Curtis lämnade Searchers 1966 efter en krävande turné.
Han solodebuterade med Joe Souths låt "Aggravation" senare 1966, men den blev endast en mindre hit och hans enda singel som soloartist. Han producerade även inspelningar med Alma Cogan och Paul & Barry Ryan. 1967 bildade han gruppen Roundabout där Jon Lord ingick. Curtis fick dock lämna sin egen grupp efter att ha uppträtt alltför egensinnigt. Roundabout kom senare att byta namn till Deep Purple.
Curtis sadlade om och började jobba på brittiska skattemyndigheten Inland Revenue där han stannade kvar till 1988. Han tog upp musiken igen under sina sista levnadsår och gav sporadiska konserter i mindre skala.